# Cyclodictyon argutidens
Cyclodictyon argutidens là một loài rêu trong họ Pilotrichaceae. Loài này được (P. de la Varde) Verd. mô tả khoa học đầu tiên năm 1939.